# Vùng đô thị Seattle
Vùng đô thị Seattle là một vùng đô thị nằm ở tiểu bang Washington, Hoa Kỳ. Vùng đô thị bao gồm Seattle, quận King, quận Snohomish, và quận Pierce ở trong vùng Puget Sound. Trung tâm vùng đô thị là thành phố Seatle. Cục điều tra dân số Hoa Kỳ xác định vùng đô thị này là Khu vực thống kê đô thị Seattle–Tacoma–Bellevue, WA với dân số ước khoảng 3.344.813 người (chiếm một nửa dân số tiểu bang Washington), là vùng đô thị lớn thứ 15 Hoa Kỳ.

## Các thành phố

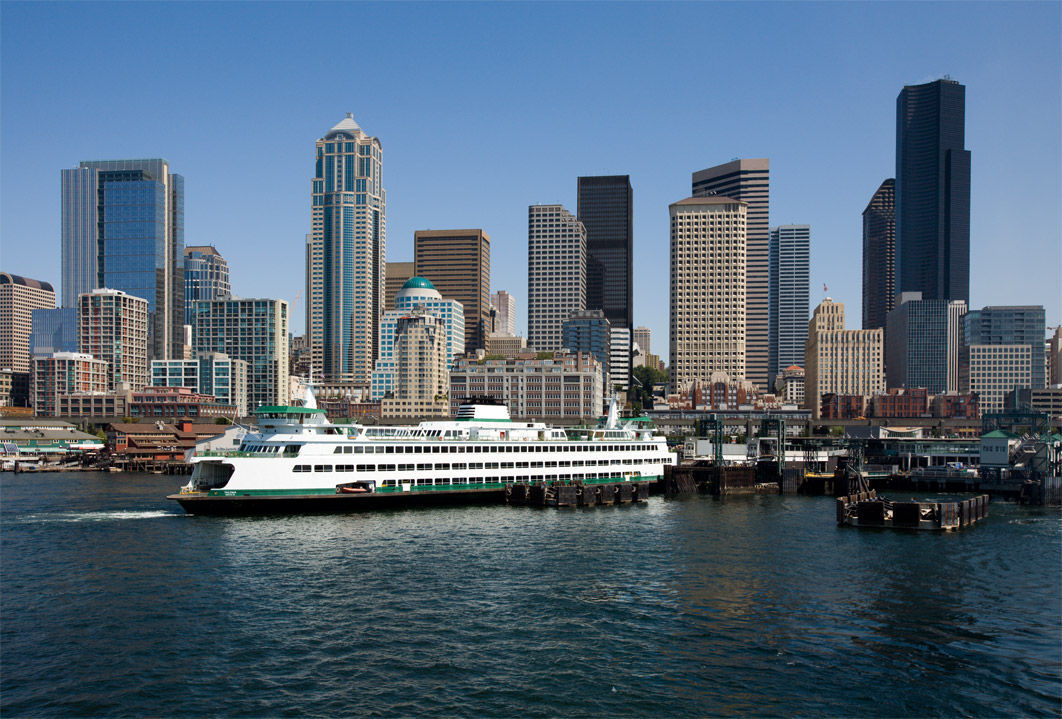
Seattle

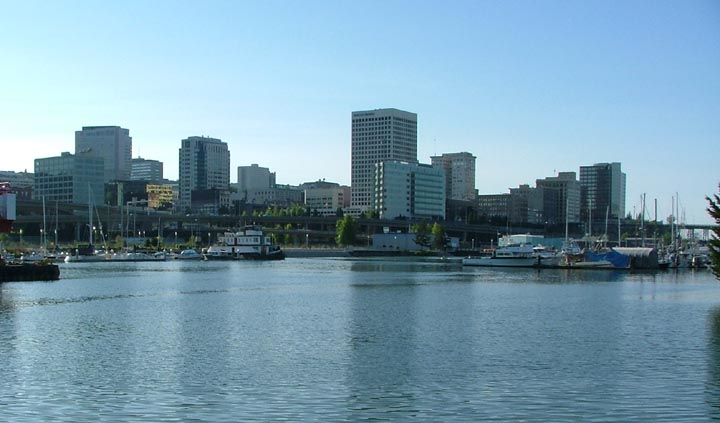
Tacoma

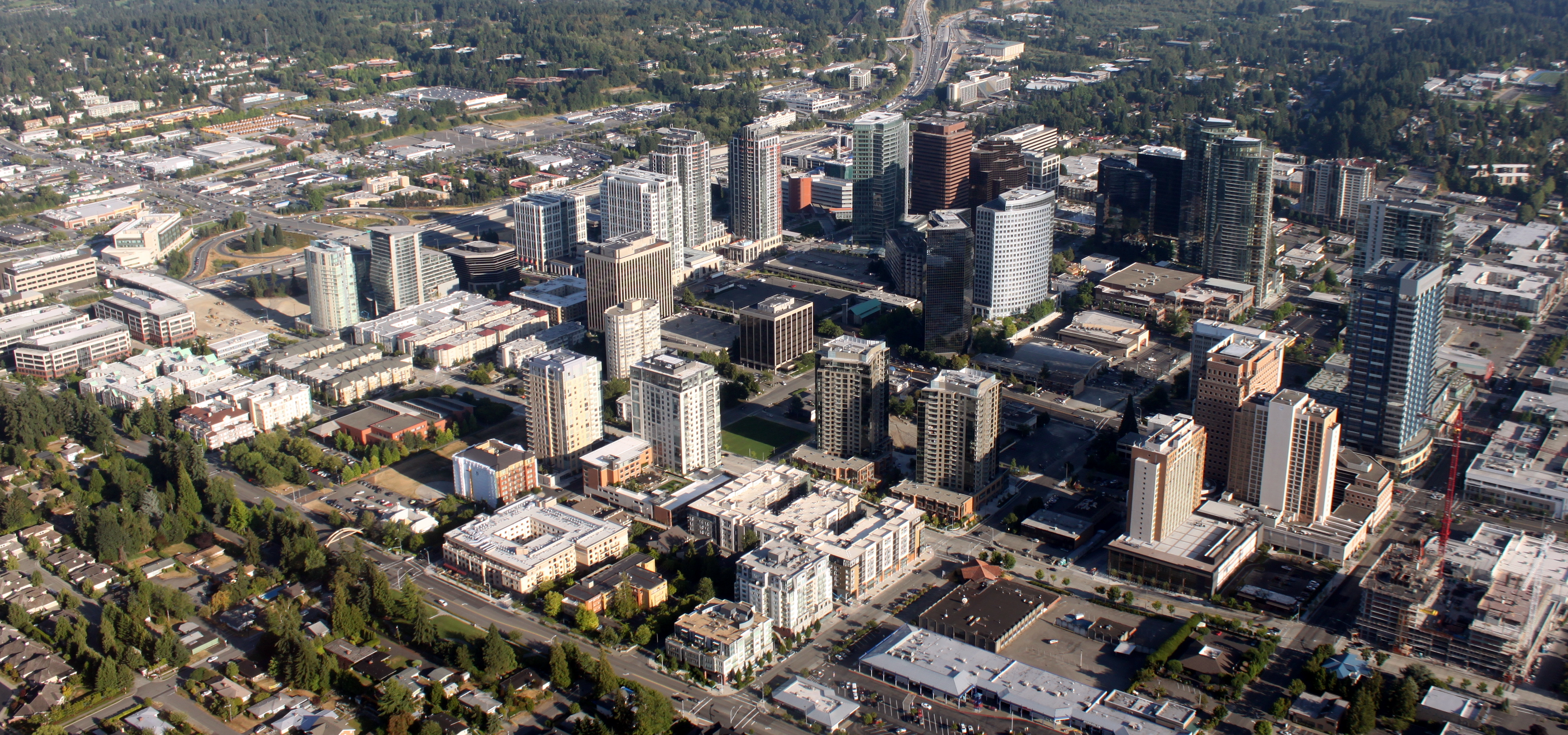
Bellevue

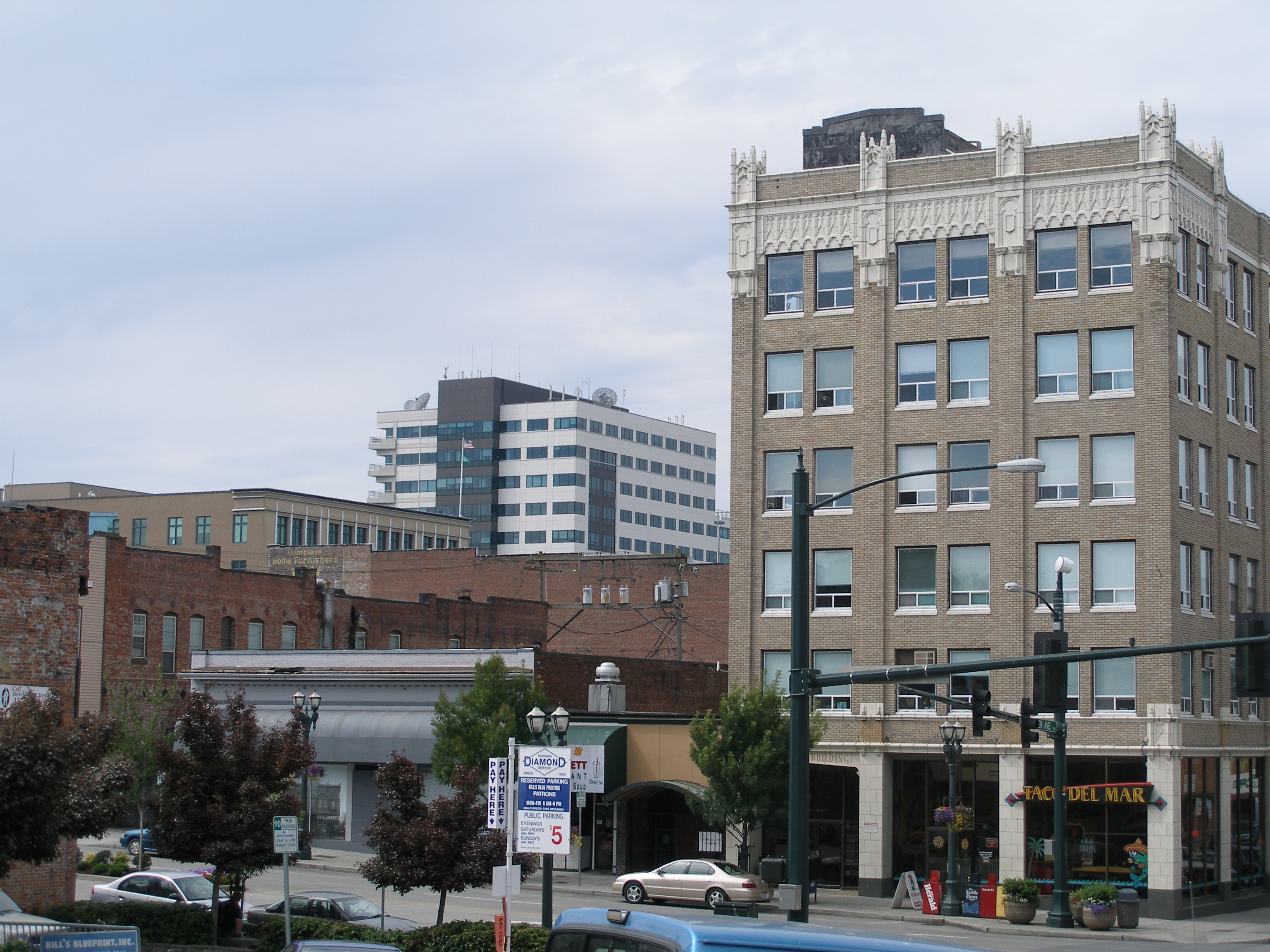
Everett

Thành phố chính:
- Seattle
- Tacoma
- Bellevue
- Everett

Các đô thị khác:
- Auburn
- Bainbridge Island
- Bothell
- Brier
- Burien
- Des Moines
- Edmonds
- Federal Way
- Issaquah
- Kenmore
- Kent
- Kirkland
- Lake Forest Park
- Lake Stevens
- Lakewood
- Lynnwood
- Marysville
- Mercer Island
- Mill Creek
- Mountlake Terrace
- Puyallup
- Poulsbo
- Redmond
- Renton
- Sammamish
- SeaTac
- Shoreline
- Silverdale
- Tukwila
- Woodinville